# Bloqueig de l'Artsakh de 2022-2023
El bloqueig de la República de l'Artsakh va començar el 12 de desembre de 2022, quan els àzeris van bloquejar l'única carretera que connectava l'Artsakh amb Armènia en l'àrea de la intersecció Xuixí-Karin. Aquesta última zona es trobava en l'àrea de responsabilitat de la missió de manteniment de la pau del Ministeri de Defensa de la Federació Russa. L'Azerbaidjan assegurava que els blocadors eren activistes ambientals.
El 12 de desembre de 2022, sota la disfressa de "protestes ambientals", l'Azerbaidjan va llançar un bloqueig il·legal de la República d'Artsakh. El govern àzeri va enviar ciutadans que deien ser "ecoactivistes" per a bloquejar el corredor de Latxín, un corredor humanitari que connectava Artsakh amb Armènia i el món exterior. Funcionaris públics, personal militar disfressat, membres d'ONG progovernamentals i organitzacions juvenils es trobaven entre els anomenats "activistes". Aleshores, el govern de l'Azerbaidjan va consolidar el seu bloqueig en apoderar-se del territori al voltant del corredor de Latxín tant dins de l'Artsakh com a Armènia, bloquejar rutes de circumval·lació alternatives i instal·lar un lloc de control militar.
El bloqueig va portar a una crisi humanitària per a la població a l'Artsakh; es van bloquejar les importacions de béns essencials, així com els combois humanitaris de la Creu Roja i les forces de manteniment de la pau russes, fet que va deixar atrapats els 120.000 residents de la regió. L'escassetat de béns essencials, incloses les reserves d'electricitat, combustible i aigua, va ser generalitzada i les reserves d'emergència van ser racionades, juntament amb la desocupació massiva i el tancament d'escoles i transport públic.
L'Azerbaidjan afirmava que les seves accions estaven dirigides a prevenir el transport d'armes i recursos naturals; també deia que el seu objectiu era la "integració" de l'Artsakh a l'Azerbaidjan, malgrat l'oposició de la població, i va amenaçar amb una acció militar si el govern de l'Artsakh no es dissolia.

## Preludi
Al desembre de 2022, el govern de l'Azerbaidjan va inaugurar el seu programa "Gran retorn", que aparentment promovia l'assentament d'àzeris ètnics que alguna vegada van viure a Armènia i a l'Alt Karabakh.  Com a part d'aquest programa, es construiria un gasoducte de gas natural entre Ağdam i Stapanakert que suposadament començaria a funcionar el 2025, que era també quan acabaria el mandat de les forces de pau russes a l'Alt Karabakh.
L'Azerbaidjan va establir paral·lelismes entre el corredor de Latxín i el "corredor de Zangezur", un concepte per a un corredor extraterritorial a través d'Armènia que, segons l'Azerbaidjan, formava part de l'acord d'alto el foc de 2020. Des del final de la Segona Guerra de l'Alt Karabakh, l'Azerbaidjan va promoure cada vegada més reclams irredentistes sobre el territori armeni que descrivia com "l'Azerbaidjan Occidental" i va ocupar seccions d'Armènia diferents de l'Artsakh. Diversos analistes consideraven que aquestes accions i el bloqueig, en si mateix, eren una estratègia de negociació coercitiva destinada a extorquir els armenis perquè renunciessin al control de l'Artsakh i concedeissin el corredor de Zangezur.
Sobre la demanda de l'Azerbaidjan per al corredor Zangezur, un alt funcionari àzeri va informar Eurasianet al novembre de 2022: "Què passaria si instal·léssim un lloc fronterer a l'entrada de Latxín i acabéssim tot el procés? Com pots respirar sense aire?" Dues setmanes abans que comencés el bloqueig en curs, el primer ministre d'Armènia va dir en una reunió del gabinet: "El president de l'Azerbaidjan està tractant de crear motius ficticis per a tancar el corredor de Latxín, envoltar als armenis de l'Alt Karabakh i sotmetre'ls a genocidi i deportació amb el pretext que Armènia no està complint amb les seves obligacions".

## Cronologia

### 2022

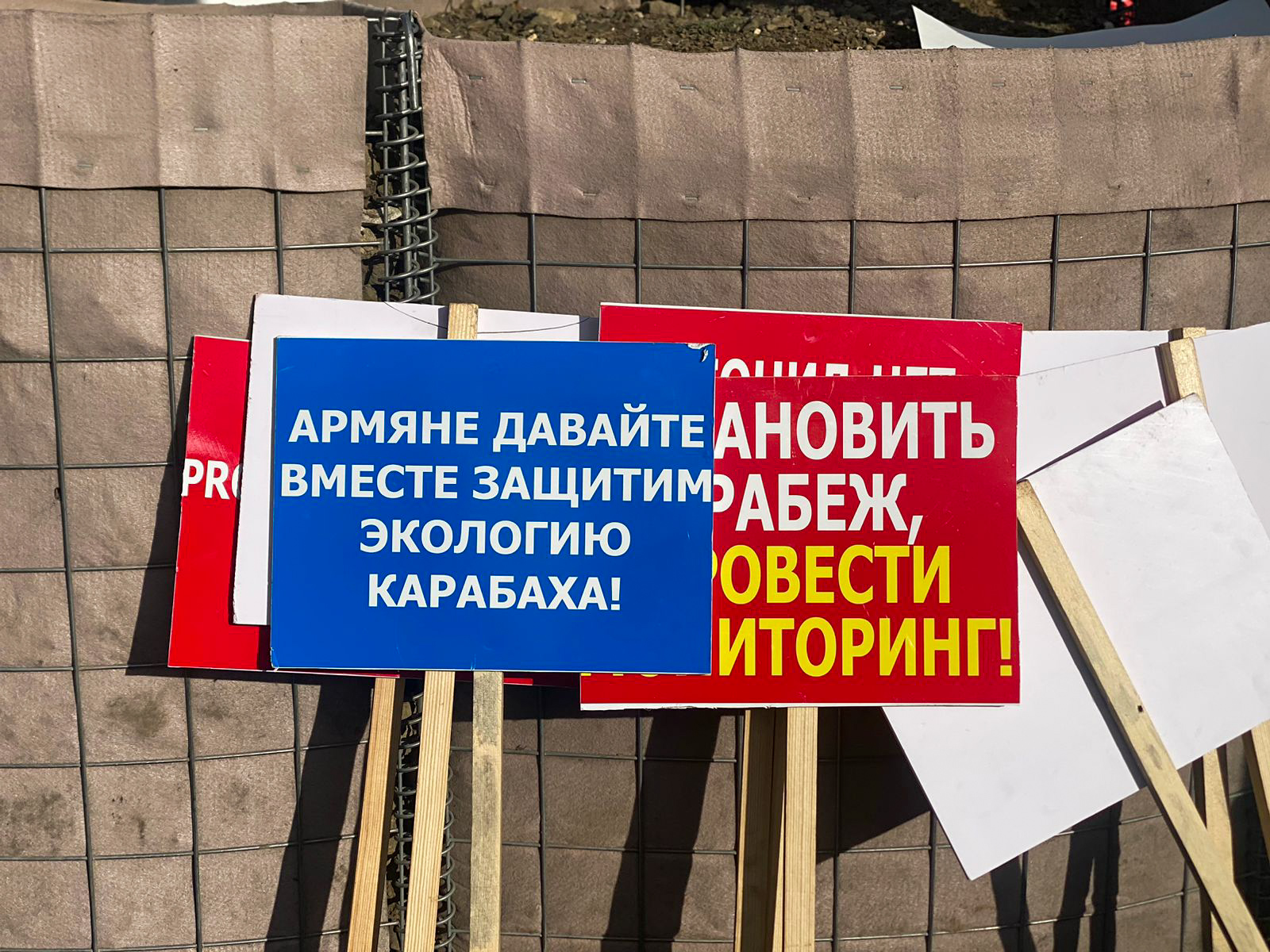
Cartells de protestes usats per manifestants ecoambientals.

12 de desembre: Un grup d'àzeris autodenominats ecologistes van bloquejar el corredor de Latxín. Segons el grup, protestaven per la "explotació il·legal" dels jaciments minerals a la regió.  Els participants van col·locar tendes de campanya enmig de la carretera. Segons els mitjans de comunicació àzeris, els grups ecologistes van protestar després que se'ls negués l'accés a les mines de Drombon i Kaixín i van exigir una reunió amb el comandant de les forces de pau russes, en aquell moment, Andrei Volkov. Human Rights Watch va informar que les forces russes de manteniment de la pau també van bloquejar el camí per a evitar una major escalada de la situació si els participants avançaven cap a les mines a l'Artsakh.
13-16 de desembre: L'Azerbaidjan va tallar el subministrament de gas d'Armènia a l'Artsakh. L'agència de subministrament de gas àzeri Azeriqaz va negar la seva participació. En la nit del 13 de desembre, els mitjans de comunicació àzeris van informar que les tropes internes del Ministeri de l'Interior de l'Azerbaidjan i la policia van arribar a la zona de les protestes per a "garantir la seguretat dels participants en l'acció".
14 de desembre: Les autoritats àzeris van afirmar que eren les forces russes de manteniment de la pau les que estaven bloquejant el corredor.
16 de desembre: Els presumptes "ecoactivistes" van agregar a la seva llista de demandes "la restauració del control per part de totes les estructures estatals de l'Azerbaidjan, inclòs el Ministeri de l'Interior, el Servei Estatal de Fronteres i el Comitè Estatal de Duanes" al llarg del corredor de Latxín. Una de les autodenominades manifestants àzeris, Dilara Efendiyeva, va crear una línia telefònica directa per a demanar ajuda per a creuar el bloqueig; tanmateix, això va estar descartat com a ingenuí o propaganda per molts armenis. El mateix dia, 40.000-70.000 residents de l'Artsakh es van reunir a la capital, Stepanakert, en protesta pel bloqueig, i el van convertir així en una de les majors protestes a l'Alt Karabakh des del moviment del Karabakh de 1988.
26 de desembre: El secretari del Consell de Seguretat d'Armènia, Armin Grigoryan, va declarar que "Armènia es veu obligada a proporcionar un corredor extraterritorial (es referia al Corredor de Zangezur) i unir-se a l'Estat de la Unió", una opinió que Moscou va negar més tard.  Aquesta percepció va ser repetida per altres polítics i analistes polítics armenis que van afirmar que Rússia estava utilitzant el bloqueig per a obtenir concessions d'Armènia.
27 de desembre: L'Azerbaidjan va especificar que el bloqueig s'aixecaria si es permetia l'entrada d'observadors estatals als llocs miners utilitzats per l'Artsakh.
28 de desembre: Les autoritats de l'Artsakh van detenir les operacions mineres a Kaixen, en espera d'un "examen ecològic internacional" per a refutar les afirmacions àzeris de danys ambientals. La mina Kaixen, operada per Base Metals, és el major contribuent corporatiu i ocupador privat de l'Artsakh.
29 de desembre: El primer ministre armeni va criticar a les forces de manteniment de la pau russes per no mantenir el transport obert dins i fora de l'Artsakh i va suggerir que el paper es delegués a una missió de manteniment de la pau de les Nacions Unides.
31 de desembre: Els esforços perquè el Consell de Seguretat de les Nacions Unides emetés una declaració conjunta sobre el bloqueig no van tenir èxit. La raó exacta era desconeguda i la responsabilitat es va atribuir de diverses maneres a l'Azerbaidjan, França i Rússia. No obstant això, l'ambaixador de l'Azerbaidjan a Bèlgica i la Unió Europea, Vaqif Sadiqov, va acreditar a altres parts per no aprovar la resolució: "Paraules de gratitud per a Albània, Rússia, els Emirats Àrabs Units i el Regne Unit! Una gran feina dels diplomàtics d'Arizona!", va escriure en un tuit.

### 2023
5 de gener: El parlament de l'Artsakh va demanar els Estats Units, França i Rússia que prenguessin mesures per a obrir el corredor o començar l'operació d'un pont aeri a l'aeroport d'Stepanakert per a evitar una "crisi humanitària urgent". El ministre d'Estat de l'Artsakh, Ruben Vardanyan, va dir: "La pressió de les organitzacions internacionals, els països europeus i els Estats Units tindria una gran importància. L'única solució que ens permetrà viure normalment en aquesta situació en els mesos d'hivern és la possibilitat d'obrir un pont aeri".
8 de gener: Les autoritats de l'Artsakh van anunciar que les escoles infantils i les que tenien horari estès es tancarien indefinidament a partir del 9 de gener a causa de l'escassetat causada pel bloqueig.
9 de gener: L'Artsakh va anunciar que s'emetrien cupons a les persones per a comprar subministraments escassos. El govern va emetre un sistema de racionament per a començar el 20 de gener de blat negre, arròs, sucre, pasta i oli de cuina.
10 de gener: El president de l'Azerbaidjan, Ilham Alíev, en una conferència de premsa parlant sobre el corredor de Latxín, va declarar que: "Qui no vulgui convertir-se en el nostre ciutadà, el camí no està tancat, està obert. Poden anar-se'n, poden anar-se'n sols, ningú no els obstaculitzarà".
10 de gener: L'operador d'electricitat de l'Artsakh va informar que la línia elèctrica d'alt voltatge que subministrava electricitat a l'Artsakh des d'Armènia va ser danyada en la secció Aghavno-Berdzor del corredor sota control àzeri i que l'Azerbaidjan estava obstaculitzant els treballs de restauració en la línia. A més, el primer ministre armeni va anunciar que els exercicis militars planejats de l'OTSC no se celebrarien a Armènia a causa de la situació, mentre que Moscou va minimitzar la negativa d'Armènia a acollir l'aliança.
12 de gener: Va haver-hi tallades generalitzades d'Internet a l'Artsakh que van durar una hora i van causar temor entre els residents locals. En una conferència en línia Stepanakert-Erevan, l'aleshores Ministre d'Estat Vardanyan va declarar: "Tenim tres opcions: convertir-nos en ciutadans de l'Azerbaidjan, anar-nos-en o superar aquesta situació. Aquesta és la lluita per la vida, hem de fer tot el que estigui al nostre abast".
17 de gener: L'InfoCenter de l'Artsakh va informar que l'únic gasoducte que lliurava gas a l'Artsakh des d'Armènia va ser interromput novament.
18 de gener: El defensor del poble de l'Artsakh va informar que els àzeris van detenir un automòbil escortat per les forces de pau russes que transportava nens que tornaven a Stepanakert. Els àzeris van irrompre en l'automòbil mentre filmaven l'incident, fet que va causar commoció amb el desmai d'un dels nens inclòs.
19 de gener: El Parlament Europeu va adoptar una resolució que condemnava el bloqueig, el qual va ser descrit com una crisi humanitària i una violació de la declaració d'alto el foc de 2020. També va demanar a l'Azerbaidjan que "protegeixi els drets dels armenis que viuen a l'Alt Karabakh i s'abstingui de la seva retòrica inflamatòria que anomena a la discriminació contra els armenis i insta als armenis a abandonar l'Alt Karabakh". La resolució també "condemna la inacció de les 'forces de pau' russes; considera que la seva substitució per forces internacionals de manteniment de la pau de l'OSCE, en virtut d'un mandat de les Nacions Unides, ha de negociar-se urgentment".
8 de febrer: El Ministeri d'Afers exteriors de Rússia va rebutjar els suggeriments que es podrien portar forces de manteniment de la pau de la UE o de l'ONU.
18 de febrer: Es va celebrar una taula rodona al marge de la Conferència de Seguretat de Munic de 2023. El primer ministre d'Armènia, Paixinian, va discutir les conseqüències humanitàries del bloqueig de l'Azerbaidjan. La transmissió en viu es va interrompre en diversos canals oficials de mitjans estatals àzeris just després que Paixinian parlés sobre com les eleccions a Armènia després de la segona guerra de l'Alt Karabakh es van dur a terme en un entorn competitiu democràtic i lliure.
22 de febrer: El Tribunal Internacional de Justícia va ordenar que l'Azerbaidjan adoptés totes les mesures al seu abast per a garantir la circulació sense traves de persones, vehicles i càrrega al llarg del corredor de Latxín en totes dues direccions.
13 de març: L'ex primer ministre de Dinamarca i Secretari General de l'OTAN, Anders Fogh Rasmussen, va visitar el corredor de Latxín i va declarar que el govern àzeri donava suport al bloqueig amb el pretext d'una protesta ambiental. Va proposar el suport militar europeu i estatunidenc a Armènia com una democràcia emergent "per a evitar un altre conflicte significatiu o fins i tot una neteja ètnica al nostre pati posterior d'Occident".
25 de marçEn violació de l'acord d'alt el foc, les forces àzeris van ocupar noves posicions a l'Alt Karabakh i van tancar un camí de terra alternatiu que alguns armenis estaven utilitzant per a eludir el bloqueig en el corredor de Latxín. L'Azerbaidjan va ignorar les crides de les forces de pau russes perquè les forces àzeris tornessin a les seves posicions originals.
29 de març: Laurent Wauquiez, president del Consell Regional d'Alvèrnia-Roine-Alps de França, va visitar el corredor de Latxín com a part d'una delegació francesa a Armènia. Va dir que el bloqueig marcava el retorn del panturquisme al segle 21. Wauquiez va dir que tenia la intenció d'enviar un comboi humanitari que trenqués el bloqueig a l'Alt Karabakh, com una iniciativa conjunta de la seva regió d'Alvèrnia-Roine-Alps i la comunitat armènia de França.
30 de març: Les forces àzeris es van apoderar de terres a Armènia internacionalment reconegudes al voltant de la nova secció sud de la carretera de Latxín que conduïa des dels llogarets de Tegh i Kornidzor cap a l'Artsakh. Les forces àzeris també van bloquejar les antigues seccions del corredor de Latxín.
23 d'abril: En violació de l'acord d'alto el foc, les forces àzeris van instal·lar un lloc de control militar al corredor de Latxín, al pont Hakari/Kornidzor al costat d'una base russa de manteniment de la pau. Les imatges de vídeo van mostrar que les forces de manteniment de la pau russes no van intervenir mentre s'estava duent a terme la construcció del lloc de control militar àzeri.
28 d'abril: Eels presumptes "ecomanifestanes" van suspendre la seva acció, després d'una reunió amb Aydin Karimov, un representant especial del presidentàazeas, qui els va demanar que es dispersessin. Els mitjans estatalsàzeris progovernamentals van informar que els activistes estaven "molt contents amb l'establiment d'un mecanisme de control fronterer" per part del govern de l'Azerbaidjans.
15 de juny: Les forces àzeris van creuar el pont Hakari i van intentar hissar una bandera del seu país, però van ser repel·lides pels guàrdies fronterers armenis que van obrir foc. Després de l'incident, l'Azerbaidjan va bloquejar tot pas pel corredor de Latxín, inclosos els combois humanitaris de la Creu Roja i les forces armades russes. Les imatges de vídeo van mostrar a les forces àzeris col·locant blocs de carretera de ciment al pont.
26 de juliol: L'Azerbaidjan va bloquejar un comboi d'aliments d'emergència de 19 camions (400 tones) enviat a l'Artsakh i el va qualificar de "provocació".
1 d'agost: Van sorgir informes que les forces àzeris van segrestar ciutadans de l'Artsakh, i es van confirmar dos incidents: Les forces àzeris van detenir un pacient de l'Artsakh de 65 anys que estava sent transportat per la Creu Roja. L'Azerbaidjan va al·legar que l'home era culpable de "crims de guerra" i que anteriorment s'havia emès una ordre de registre internacional. El mitjà de comunicació independent, Eurasianet, va dir que no podien trobar cap evidència per a fonamentar l'afirmació de l'Azerbaidjan. Un altre home de 55 anys va ser detingut al lloc de control militar per creuar "il·legalment" a Armènia.

## Crisi humanitària

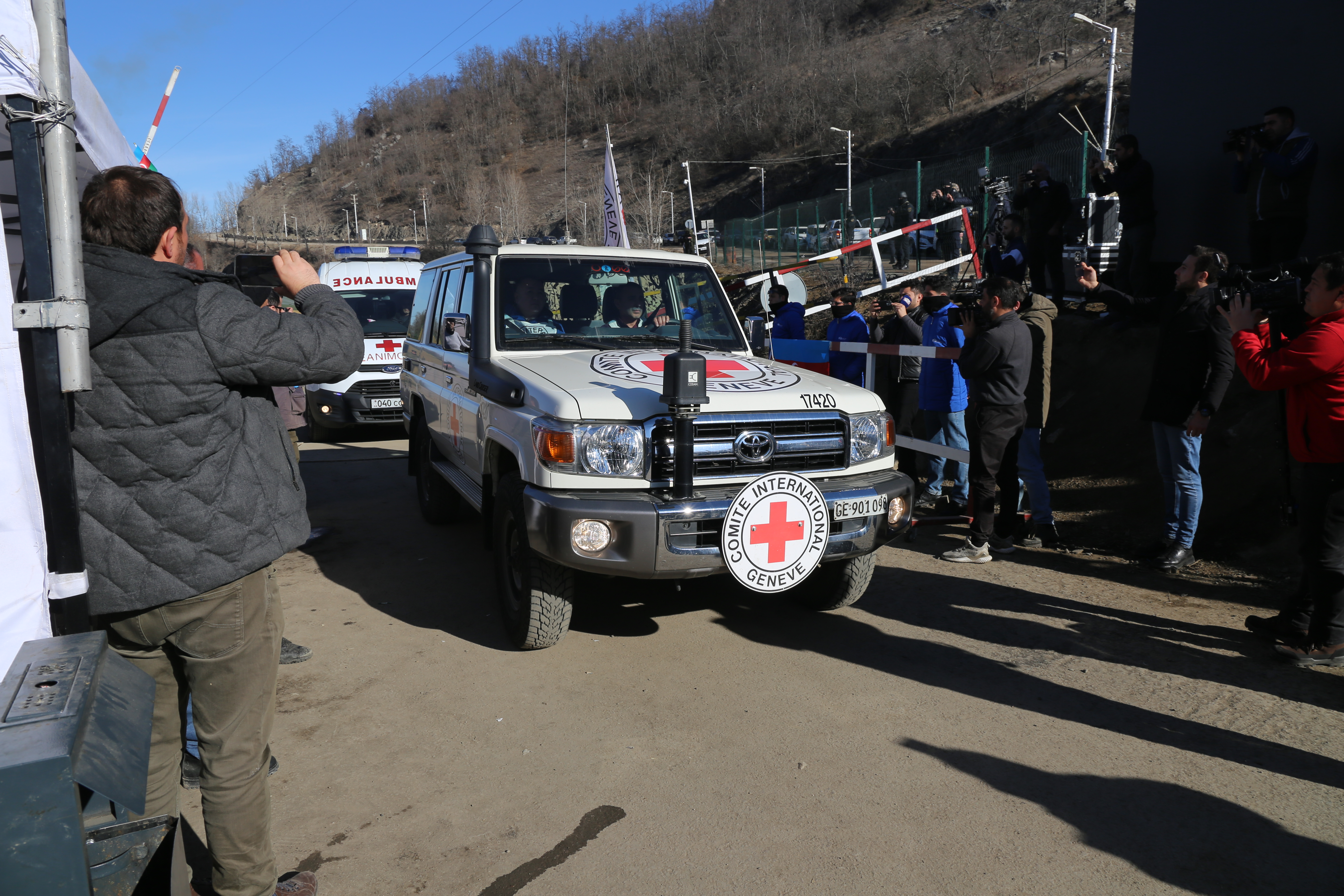
Vehicle de la Creu Roja que va facilitar el trasllat d'un pacient que necessitava assistència mèdica urgent a través de la carretera de Latxín a Armènia.

El Ministeri de Sanitat de l'Artsakh va informar que, com a resultat del bloqueig de la carretera que connectava l'Artsakh amb Armènia per part de l'Azerbaidjan, continuava sent impossible el trasllat de ciutadans de l'Artsakh amb greus problemes de salut a Erevan.
Segons el defensor dels drets humans de l'Artsakh, a causa del tancament de la carretera Artsakh-Armènia en la nit del 12 de desembre de 2022, 1.100 persones es van quedar a les carreteres en condicions inhumanes a causa del fred de l'hivern, inclosos 270 nens.
La seu d'informació de l'Artsakh va informar que, com a resultat del bloqueig de l'única carretera que connectava l'Artsakh amb Armènia, les comunitats de Mets Shen, Hin Shen, Yeghtsahogh i Lisagor de la província de Xuixí estaven envoltades. Es va tornar impossible lliurar aliments, particularment pa i farina, així com altres necessitats bàsiques a aquestes comunitats.
El 13 de desembre, l'Azerbaidjan va tallar el subministrament de gas d'Armènia a l'Artsakh. L'Agència de Proveïment de Gas de l'Azerbaidjan "Azeriqaz" va negar qualsevol tipus de participació en la interrupció del subministrament de gas. El 16 de desembre, els funcionaris de l'Artsakh van informar que es va restablir el subministrament de gas.
El 16 de desembre, l'Azerbaidjan va anunciar que va crear una línia directa per a ajudar la població armènia del Karabakh. El mateix dia, combois de camions del contingent rus de manteniment de la pau amb ajuda humanitària van passar per la part bloquejada del corredor de Latxín. El 19 de desembre, diversos vehicles de la Creu Roja Internacional van passar pel corredor i el Ministeri de Relacions Exteriors de l'Azerbaidjan va emetre un comunicat afirmant que s'atendrien les necessitats humanitàries.

### Falta d'accés als subministraments bàsics

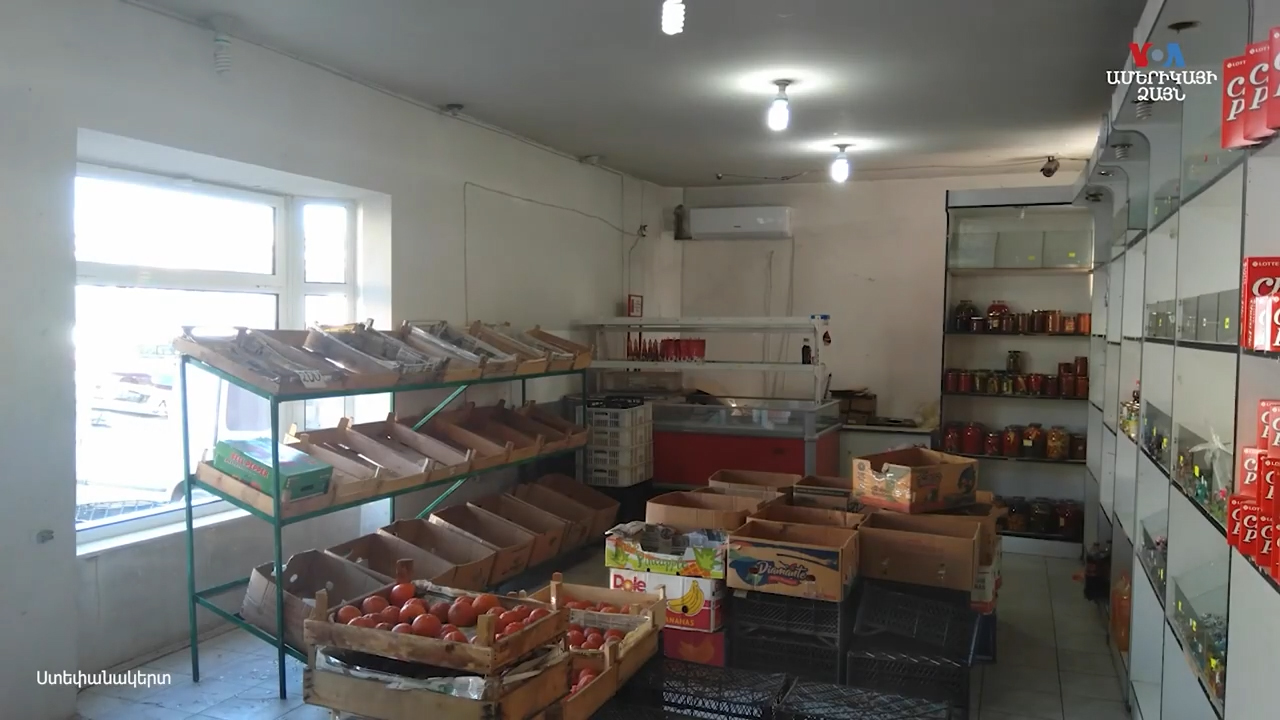
Botigues buides a Stepanakert durant el bloqueig.

Com que era l'únic camí cap al món exterior i cap a Armènia, els residents de l'Artsakh depenien del corredor de Latxín per al subministrament d'aliments, medicines, combustible i altres béns essencials. Abans del bloqueig, la regió rebia diàriament 400 tones d'aliments i medicines d'Armènia. Hi havia una desocupació massiva. Gairebé una cinquena part de totes les empreses a l'Artsakh van suspendre les seves operacions a causa del bloqueig. Els avortaments espontanis també es van triplicar a causa de la desnutrició i l'estrès.
Diverses comunitats aïllades al llarg del corredor a l'oest del bloqueig de carreteres van quedar aïllades: Mets Shen, Hin Shen, Yeghtsahogh i Lisagor. Es va tornar impossible lliurar aliments i altres necessitats bàsiques a aquestes comunitats, ja fossin d'Armènia o de la resta de l'Artsakh.
El 20 de gener, les autoritats de l'Artsakh van anunciar un sistema de racionament d'aliments basat en cupons que assignava un quilogram de pasta, blat negre, arròs i sucre i un litre d'oli de cuina per mes. Per al 4 de juliol de 2023, es va anunciar que les racions d'oli i sucre es proporcionarien només a les famílies amb fills menors d'edat.
Un article de BBC News del 6 de gener afirmava que l'únic producte que quedava a la venda en el mercat principal era farigola seca, que els prestatges de les botigues estaven buits a tot Stepanakert i que tots els medicaments bàsics s'havien esgotat, fins i tot a l'hospital. L'estrès, la mala nutrició i la falta de medicaments van causar un augment en els avortaments espontanis i els naixements prematurs.
El trasllat de pacients greument malalts de l'Artsakh a Erevan continuava sent gairebé impossible, amb una mort com a resultat de la situació. Els hospitals de l'Artsakh informaven que totes les cirurgies no essencials s'havien posposat.

### Subministraments limitats transportats per la Creu Roja i les forces de manteniment de la pau russes
Des del 12 de desembre de 2022, només els vehicles pertanyents al Comitè Internacional de la Creu Roja (CICR) i al personal rus de manteniment de la pau podien passar pel corredor de Latxín. Hi van transportar pacients que necessitaven atenció mèdica i hi proporcionar subministraments humanitaris limitats. No obstant això, l'Azerbaidjan també va bloquejar el pas del CICR i de les forces russes de manteniment de la pau en diverses ocasions i durant setmanes.
El 15 de juny de 2023, l'Azerbaidjan va bloquejar tot pas d'aliments, combustible i medicines de la Creu Roja i les forces de manteniment de la pau russes a través del corredor de Latxín. Deu dies després, l'Azerbaidjan va aixecar la prohibició dels vehicles de la Creu Roja, però va tornar a prohibir el seu pas l'11 de juliol de 2023. El 25 de juliol de 2023, el CICR va demanar "els responsables de la presa de decisions pertinents" que permetessin l'organització reprendre les seves operacions humanitàries.
Abans que l'Azerbaidjan prohibís el pas del CICR, l'organització va dir que el lloc de control militar havia empitjorat la seva capacitat per a dur a terme operacions humanitàries, i que cada comboi del CICR requeria l'aprovació de l'Azerbaidjan per a passar-hi.
L'ajuda humanitària prestada pel CICR i el personal rus de manteniment de la pau era insuficient per a satisfer la demanda.
La Creu Roja va distribuir aliments, subministraments mèdics i articles d'higiene per tot el corredor, fins i tot a vuit hospitals, un centre de rehabilitació física que albergava 300 ancians indigents i un centre de suport a nens de famílies vulnerables. Des del desembre de 2022, la Creu Roja va informar que havia evacuat 600 pacients, i va traslladar 422 persones a través del Corredor de Latxín per a reunir famílies separades. La Creu Roja també va informar del lliurament de 3.500 paquets d'aliments i higiene entre l'1 de gener i el 20 de març de 2023.
Entre el 22 de gener i el 15 de juny de 2023, les forces russes de manteniment de la pau van lliurar càrrega humanitària, inclosos paquets d'aliments i combustible, a través del corredor de Latxín. Com a únic proveïdor de combustible a la regió, la prohibició de l'Azerbaidjan del pas de les forces de pau russes va crear una greu escassetat de combustible i una prohibició de vendre'n. Els locals de l'Artsakh i els funcionaris del govern també van informar que les forces de pau russes s'havien beneficiat de la situació en cobrar diversos milers de dòlars per vehicle de béns essencials.